# کاستروارو ترمه ترا دل سوله
کاستروارو ترمه ترا دل سوله (به ایتالیایی: Castrocaro Terme e Terra del Sole) یک کومونه در ایتالیا است که در استان فورلی-چزنا واقع شده‌است.

## خصوصیات
کاستروارو ترمه ترا دل سوله ۳۸٫۹ کیلومترمربع مساحت و ۶٬۵۷۲ نفر جمعیت دارد و ۶۸ متر بالاتر از سطح دریا واقع شده‌است.

## خواهرخوانده
شهر Prachatice خواهرخواندهٔ کاستروارو ترمه ترا دل سوله هست.